# Crossodactylus franciscanus
Espèce
Crossodactylus franciscanus est une espèce d'amphibiens de la famille des Hylodidae.

## Répartition
Cette espèce est endémique du Minas Gerais au Brésil. Elle se rencontre à São Roque de Minas et à Passos.

## Description
Les mâles mesurent de 20,4 à 22,1 mm et les femelles de 20,3 à 23,6 mm.

## Étymologie
Son nom d'espèce lui a été donné en référence au lieu de sa découverte, le bassin du Rio São Francisco.

## Publication originale
- Pimenta, Caramaschi & Cruz, 2015 : Synonymy of Crossodactylus bokermanni Caramaschi & Sazima, 1985 with Crossodactylus trachystomus (Reinhardt & Lütken, 1862) and description of a new species from Minas Gerais, Brazil (Anura: Hylodidae). Zootaxa, no 3955, p. 65–82.